# Watertown (Tennessee)
Watertown é uma cidade localizada no estado norte-americano de Tennessee, no Condado de Wilson.

## Demografia
Segundo o censo norte-americano de 2000, a sua população era de 1358 habitantes.
Em 2006, foi estimada uma população de 1403, um aumento de 45 (3.3%).

## Geografia
De acordo com o United States Census Bureau tem uma área de
3,2 km², dos quais 3,2 km² cobertos por terra e 0,0 km² cobertos por água. Watertown localiza-se a aproximadamente 212 m acima do nível do mar.

## Localidades na vizinhança
O diagrama seguinte representa as localidades num raio de 20 km ao redor de Watertown.